# Molophilus macrophallus
Molophilus macrophallus är en tvåvingeart som beskrevs av Alexander 1925. Molophilus macrophallus ingår i släktet Molophilus och familjen småharkrankar. Inga underarter finns listade i Catalogue of Life.